# Akce Sokol
.

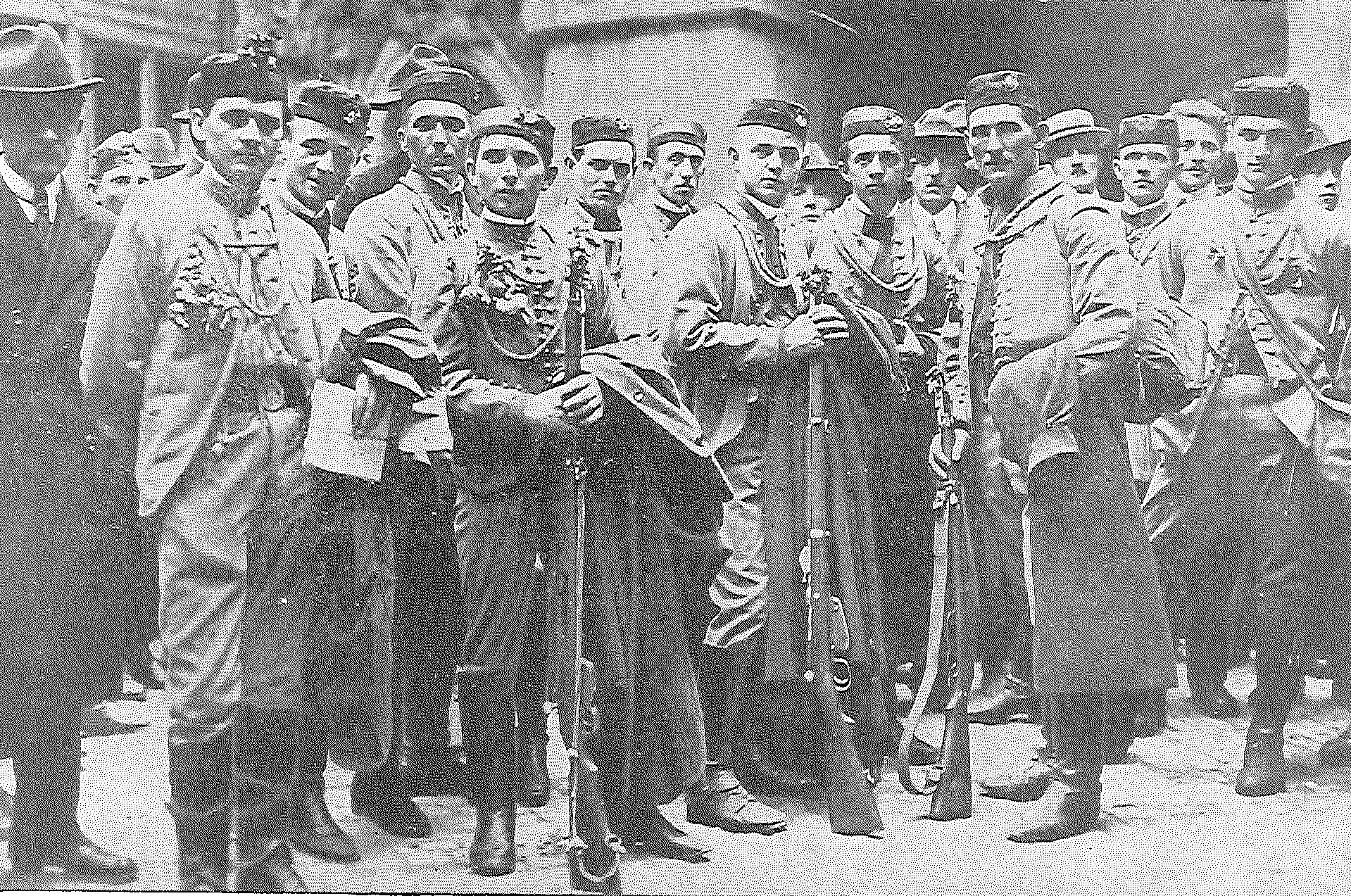
Ozbrojení Sokolové ve službě při vzniku samostatného Československa (1918)

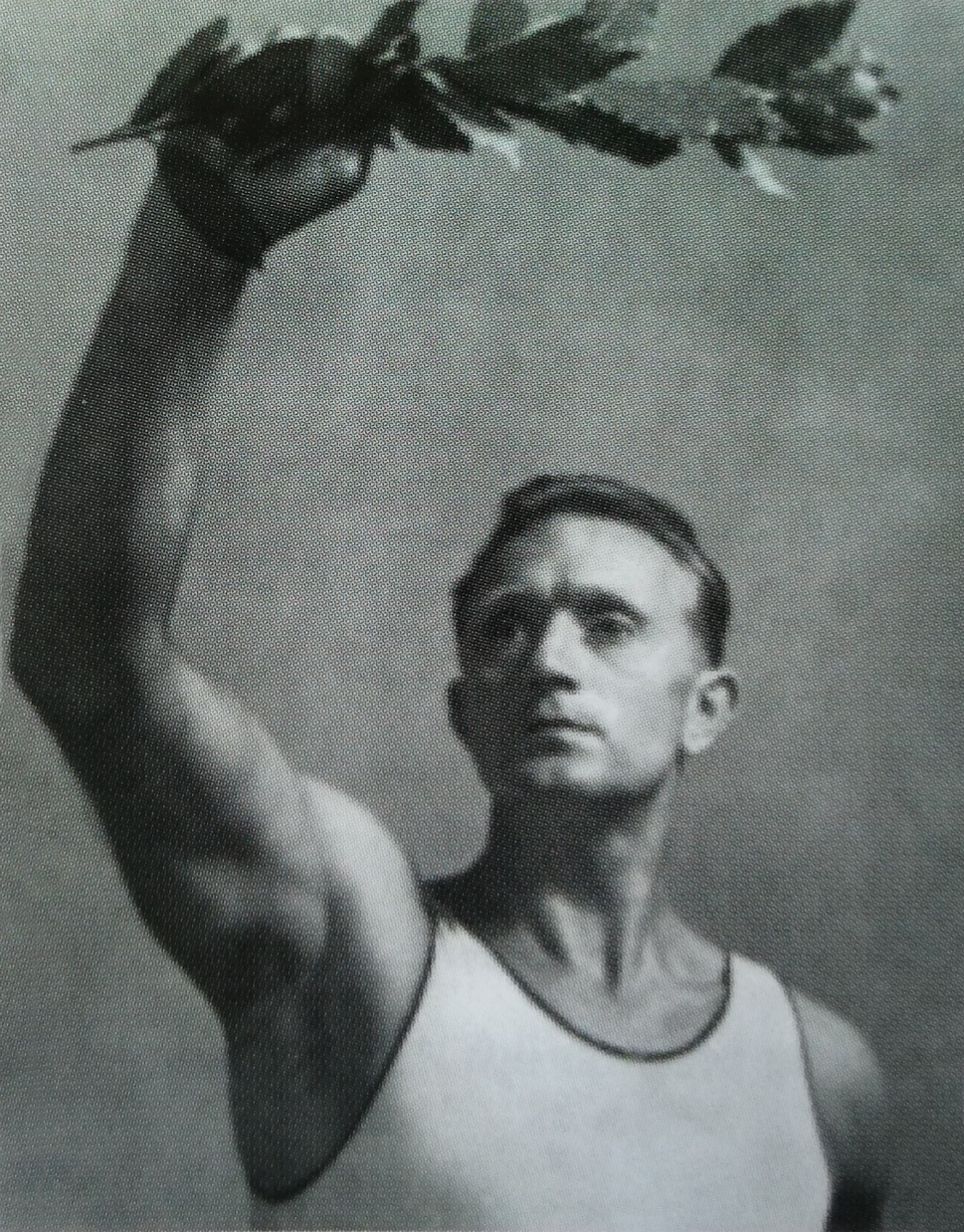
František Pecháček ve 20. letech 20. století jako umělecký model pro sokolského borce

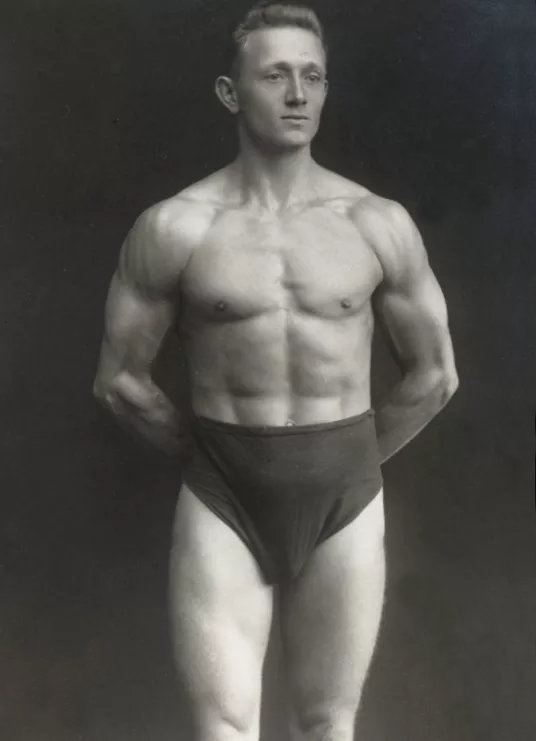
Sokolský cvičitel František Pecháček

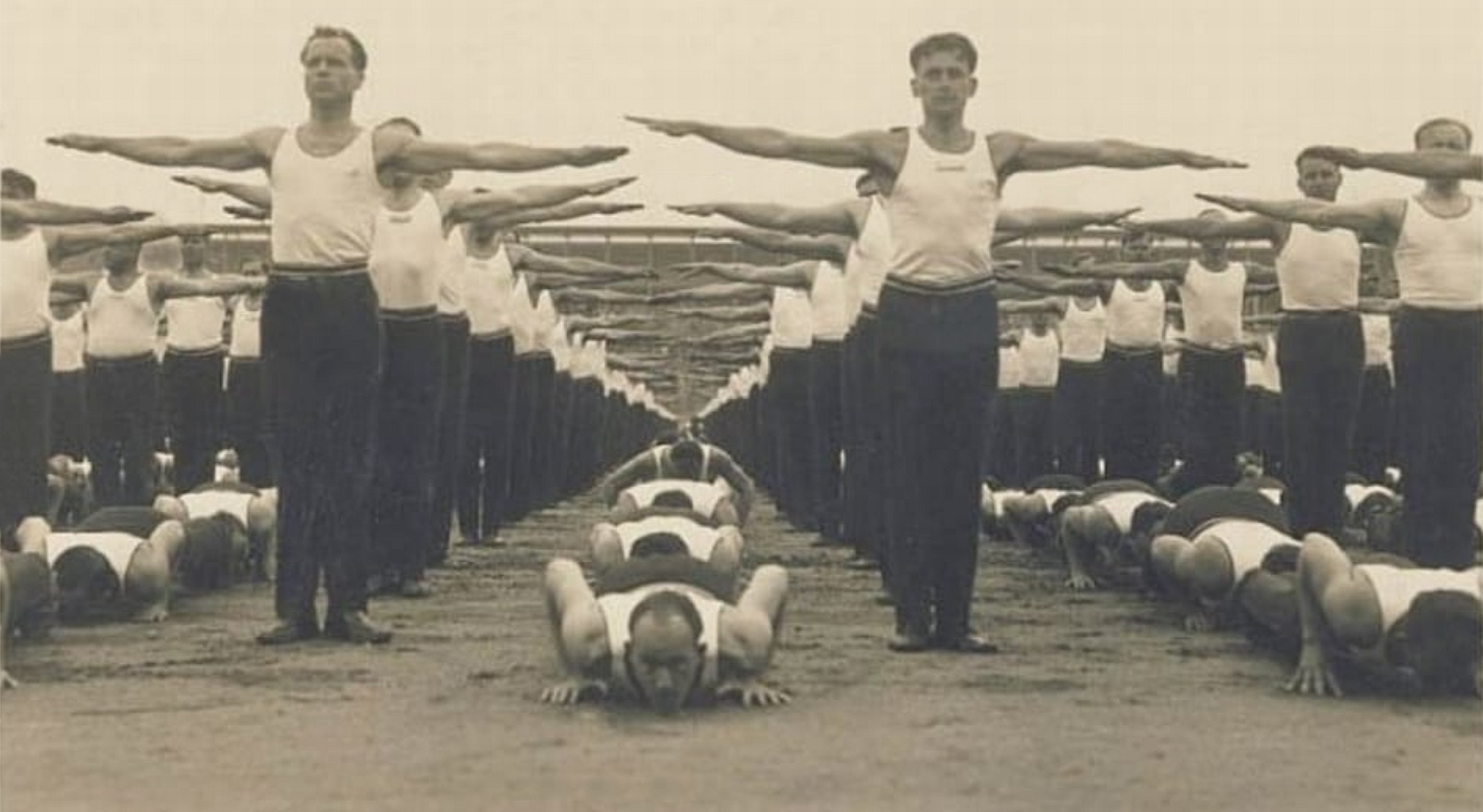
Přísaha republice – prostná sestava cvičení mužů od Františka Pecháčka (1938)

Vlajka sokolské organizace v době Protektorátu Čechy a Morava

Akce Sokol (německy Aktion Sokol) byla první rozsáhlá represivní akce uskutečněná po příjezdu Reinharda Heydricha do Prahy (27. září 1941). Tato zatýkací razie německých bezpečnostních orgánů byla zaměřena na činovníky České obce sokolské (ČOS) a významné členy její odbojové odnože Obce sokolské v odboji (OSVO).

## Historický úvod

### Sokolové v první světové válce
V základních principech sokolské organizace, založené v roce 1862, bylo zakotveno (krom tělocvičné činnosti) i vedení sokolů ke smyslu pro čest, morálku, etiku a především k vlastenectví neboť to souviselo i se schopností národa vybudovat z branně schopných cvičenců armádu schopnou bránit republiku. Tento princip umožnil za první světové války vznik prvních jednotek československých legií ve Francii, Rusku i Itálii. A byly to dobrovolnické jednotky složené ze sokolů, kteří v říjnu 1918, po vzniku samostatného Československa, coby „první garnitura“ oficiální československé armády bojovali o státní hranice s Poláky na Těšínsku a s Maďary na Slovensku.

### Léta 1937, 1938
V roce 1937 byla uzákoněna povinná branná výchova obyvatelstva a předvojenská příprava mládeže. Na tomto úkole se aktivně podílela Československá obec sokolská (ČOS), která měla (v meziválečném Československu) téměř milionovou, sokolskými ideály prodchnutou členskou základnu. Není divu, že rok 1938 byl v ČOS ve znamení příprav k obraně Československa před přibližující se německou okupací.

### X. všesokolský slet (1938)
Veřejnou manifestací připravenosti a odhodlanosti celého národa k obraně vlasti před nacistickou agresí se stal X. všesokolský slet konaný v červenci 1938. Na tomto sletu se podílelo téměř 350 000 cvičenců a cvičenek a sletový program shlédlo dva a půl milionu diváků. Symbolem celého X. všesokolského sletu se stalo závěrečné prostné cvičení téměř 30 000 mužů, které bylo doprovázeno husitským chorálem a bylo zakončeno skladbou „Přísaha republice“, jejímž autorem byl sportovec, československý olympionik, sokolský činovník a pozdější účastník sokolského domácího odboje František Pecháček.

### Před a po podepsání Mnichovské dohody
V době před podepsáním Mnichovské dohody (30. září 1938) pomáhali sokolové jednotkám Stráže obrany státu (SOS) eliminovat na hranicích republiky přeshraniční útoky organizované členy Sudetoněmeckého Freikorpsu. Po podepsání Mnichovské dohody a postoupení Sudet nastal exodus Čechů a jejich rodin do vnitrozemí. Rodiny sokolů z pohraničí hledaly za pomoci vnitrozemských sokolských jednot nová působiště, sokolovny se staly evakuačními centry i pro ostatní „nesokolské“ české vlastence. Mezi z pohraničí vykořeněnými sokoly patřil i starosta sokolské župy Krušnohorské-Kukaňovy Jan Zelenka-Hajský a Václav Novák z Podmokel. (Oba uvedení i jejich členové rodiny později sehráli důležitou roli v podpoře parašutistů, kteří uskutečnili květnu 1942 útok na Reinharda Heydricha.)

### První kroky v protektorátu
Po nastolení Protektorátu Čechy a Moravy (po 15. březnu 1939) odešli někteří členové sokola do zahraničí, aby se tam účastnili v hlavních centrech emigrace (v Paříži a Londýně) budování zahraniční protiněmecké armády. (V dubnu 1940 byla v Paříži založena Sokolská župa Zahraniční v čele s meziválečným slovenským politikem Jurajem Slávikem.) Tak se stalo, že členové ČOS se během druhé světové války ocitli prakticky na všech světových bojištích. Další část sokolů zahájila odbojovou činnost v protektorátu téměř ve všech vznikajících protiněmeckých ilegálních organizacích: Obrana národa (podplukovník Josef Mašín, generál Hugo Vojta, generál Vojtěch Boris Luža), Politické ústředí (Přemysl Šámal, Jan Jína, Ladislav Karel Feierabend a Jaromír Nečas), Petiční výbor Věrni zůstaneme (PVVZ), Zemský národní výbor v Brně (pedagogové Masarykovy univerzity – Jan Uher, Vladimír Helfert, Vladimír Groh, Robert Konečný a Ferdinand Richter). (V roce 1937 měla Československa obec sokolská asi 800 tisíc členů – muži, ženy dorost a žactvo dohromady.) Německé bezpečnostní složky tak od prvních dní existence protektorátu považovali členy ČOS za „potenciální odpůrce říše“ (odbojáře). (Brněnský Zemský národní výbor byla odbojová organizace zaměřená na zpravodajskou a kurýrní činnosti a na akce propagandistického charakteru.)

### OSVO
Kromě angažmá sokolů v různých protektorátních odbojových skupinách vznikla na domácí protiněmecké scéně i vlastní ilegální organizace Obec sokolská v odboji (OSVO). Ta byla hierarchicky organizována (ústředí, župy, místní sokolské jednoty) a v jejím čele stáli funkcionáři ČOS (vedeni Augustinem Pechlátem, od července 1939 náčelníkem ČOS). OSVO zpočátku pomáhala při organizování ilegálních odchodů osob mimo hranice protektorátu, zabývala se zpravodajskou činností a přípravami na možné budoucí ozbrojené povstání proti Němcům. OSVO disponovala dvěma zemskými veliteli: pro Čechy to byl František Pecháček a pro Moravu Štěpán Drásal.

### První a druhá garnitura OSVO
Příliš rozsáhlá a hierarchicky strukturovaná sokolská odbojová organizace byla zranitelná a tak její první garnitura byla gestapem silně narušena zatýkáním jak v řadách Zemského národního výboru, tak i mezi členy Politického ústředí. Koncem roku 1939 a začátkem roku 1940 byla tato tzv. první garnitura vedení OSVO pozatýkána. Ke konci jara 1940 se začala budovat druhá garnitura OSVO, která se orientovala ve svých vazbách na Obranu národa (v Čechách) a na PVVZ (na Moravě) a posléze i na centrální Ústřední vedení odboje domácího (ÚVOD).

### Rok 1941
Německé bezpečnostní složky během roku 1940 stále častěji registrovaly sílící moc odbojových struktur v protektorátu i fakt, že v nich hrají roli členové ČOS. Již 12. dubna 1941 obdržel předseda protektorátní vlády Alois Eliáš požadavek K. H. Franka na zastavení činnosti sokolské organizace, ale k její opravdové destrukci došlo až o 6 měsíců později.
Reinhard Heydrich po svém nástupu do funkce zastupujícího říšského protektora (jmenován Adolfem Hitlerem do této funkce 27. září 1941) okamžitě zahájil represe proti domácímu odboji. Dne 28. září 1941 byl v Ruzyňských kasárnách v Praze zastřelen bývalý cvičitel dorostenců Sokola Královské Vinohrady generál Hugo Vojta a o dva dny později (tj. 30. září 1941) byli popraveni i Augustin Pechlát a Vladimír Groh.

### Akce Sokol
Po vyhlášení prvního stanného práva se OSVO stala cílem úderů německých bezpečnostních orgánů (gestapo, sicherheitsdienst). Drtivý úder sokolské organizaci zasadily německé bezpečnostní složky v noci ze 7. na 8. října 1941, kdy proběhla po celém území protektorátu tzv. Akce Sokol namířená proti vedoucím činovníkům (členové vedení sokolské obce, žup i funkcionáři sokolských jednot) i proti vybraným řadovým členům tělovýchovné organizace Sokol.
Při této rozsáhlé systematické zatýkací razii gestapa bylo zatčeno asi 900 až 1 500 členů České obce sokolské, (z toho asi 800 funkcionářů) mezi nimiž byli i významní sokolští odbojáři:
| Jméno         | Příjmení   | Obrázek osoby | Datum narození      | Datum úmrtí       | Místo úmrtí                       | Popis osoby |
| ------------- | ---------- | ------------- | ------------------- | ----------------- | --------------------------------- | --- |
| Jan Václav    | Keller     |               | 21. dubna 1884      | 26. února 1944    | věznice Brandenburg an der Havel  | úřadující starosta (JUDr.) |
| Antonín       | Benda      |               | 5. července 1892    | 27. března 1942   | koncentrační tábor Osvětim        | místonáčelník (středoškolský profesor) |
| Stanislav     | Bukovský   |               | 2. května 1889      | 8. října 1942     | koncentrační tábor Osvětim        | bývalý starosta (MUDr.) |
| Ladislav      | Jandásek   |               | 19. listopadu 1887  | 5. září 1942      | koncentrační tábor Osvětim        | člen předsednictva vzdělavatelského sboru |
| Jan           | Pelikán    |               | 16. října 1889      | 15. února 1942    | koncentrační tábor Osvětim        | člen předsednictva vzdělavatelského sboru |
| Rudolf        | Bárta      |               | 30. ledna 1897      | 1. března 1985    | Praha                             | člen Sokola Praha IV; člen předsednictva ČOS a člen předsednictva vzdělávacího výboru ČOS; podnikatel a ředitel rodinné firmy Prastav, vědec a univerzitní učitel |
| Jan           | Husták     |               | 17. října 1892      | 20. října 1962    | Říčany u Prahy                    | vládní rada Československých státních drah a první náměstek starosty Sokolské župy Středočeské Jana Podlipného (JUDr.) |
| Jiří Jan      | Burghauser |               | 3. srpna 1887       | 2. února 1943     | koncentrační tábor Osvětim        | starosta Sokolské župy Šumavské; zatčen v Klatovech |
| Bedřich       | Jenšovský  |               | 24. září 1889 Praha | 12. února 1942    | koncentrační tábor Osvětim        | ředitel Archivu země České a sokolský odbojář a vzdělavatel |
| Jan           | Jebavý     |               | 10. května 1908     | 1. října 1942     | koncentrační tábor Mauthausen     | sokolský odbojář (spolupracovník Augustina Pechláta), oční lékař (MUDr.); zatčen v Brně |
| Bohuslav      | Horák      |               | 14. října 1877      | 10. února 1942    | koncentrační tábor Osvětim        | botanik a spolupracovník sokolské odbojové organizace Jindra; finančně podporoval i odbojáře z Obrany národa; zatčen v Rokycanech |
| Jan Engelbert | Šabršula   |               | 16. května 1892     | 12. února 1942    | koncentrační tábor Osvětim        | významný sokolský odbojář, podporovatel Obrany národa a bývalý starosta Sokola v Německém Brodě; zatčen v Německém Brodě |
| Vojtěch       | Vacín      |               | 16. července 1887   | 17. května 1942   | koncentrační tábor Osvětim–Rajsko | náčelník libeňského Sokola a župy Barákovy |
| František     | Rompart    |               | 17. listopadu 1877  | 27. prosince 1941 | koncentrační tábor Mauthausen     | (prof. Ing.), ředitel reálného gymnázia v Olomouci; zatčen 8. října 1941 v rámci Akce Sokol, 5. prosince 1941 deportován do KT Mauthausen, kde 27. prosince 1941 zemřel hladem, mrazem a vyčerpáním |
| Jaroslav      | Řepa       |               | 13. prosince 1894   | 4. dubna 1942     | koncentrační tábor Osvětim-Rajsko | člen výboru a předsednictva ČOS, starosta župy Barákovy |
| Vladimír      | Rozmara    |               | 21. července 1881   | 22. března 1942   | koncentrační tábor Osvětim        | stavební inženýr, podplukovník československé armády, člen předsednictva Československé obce sokolské |
| Jan           | Brabec     |               | 3. února 1876       | 27. března 1942   | koncentrační tábor Osvětim        | Pražský podnikatel. V Československé obci sokolské (ČOS) vykonával funkci starosty Sokola Královské Vinohrady. Byl též členem předsednictva ČOS. |
| Václav        | Janda      |               | 24. prosince 1885   | 11. února 1942    | koncentrační tábor Osvětim        | Byl pedagogem a ředitelem dívčí měšťanské školy v Nymburce. Vzdělavatel Sokola Nymburk. Vzdělavatel a tiskový zpravodaj sokolské župy Tyršovy |
| Oldřich       | Kocián     |               | 13. prosince 1888   | 16. března 1942   | koncentrační tábor Osvětim        | Majitel soukenického zasilatelského obchodu. V Československé obci sokolské (ČOS) vykonával funkci starosty Sokola Humpolec. Od roku 1941 působil jako starosta Sokolské župy Havlíčkovy. |
| Oldřich       | Uhlyarik   |               | 5. října 1899       |                   |                                   | člen Československé obce sokolské (ČOS) Praha–Vršovice a náčelník Sokolské župy Středočeské–Jana Podlipného. Z Osvětimi byl 2. června 1942 propuštěn. Druhou světovou válku přežil a po jejím skončení vedl cvičení Sokola v pražských Vršovicích. |
| František     | Ehleman    |               | 30. května 1894     | 20. února 1942    | koncentrační tábor Osvětim        | Po absolvování obecné školy a dvou tříd měšťanské školy studoval na obchodní škole. Po studiích pracoval jako vrchní účetní městské spořitelny v Mnichově Hradišti, vykonával funkci člena městské rady a byl předsedou veslařsko–plaveckého klubu. V Československé obci sokolské (ČOS) působil jako dlouholetý pokladník Sokola Mnichovo Hradiště.                                                       |
| Karel         | Stránský   |               | 5. října 1898       | 14. dubna 1978    | Praha                             | JUDr., advokát, starosta Sokola v Praze na Malé Straně. Také byl druhým náměstkem Sokolské župy Podbělohorské. Za protektorátu se účastnil domácího odboje. Po propuštění z koncentračního tábora Osvětim (2. června 1942) se znovu zapojil (v organizaci Bílý lev) do II. odboje. Po únoru 1948 byl zatčen a komunistickým režimem odsouzen ke dvěma letům nucených prací. V roce 1968 byl rehabilitován. |

a další.
Zatčení členové vedení Sokola byli po výsleších v pražském Petschkově paláci převezeni do pankrácké věznice. Zde byli krátce vězněni před přesunem do policejní věznice gestapa v Malé pevnosti v Terezíně. Odtud byli deportováni do koncentračního tábora Osvětim (život některých ale vyhasl jinde, např. v Mauthausenu či v nacistických káznicích). Konce druhé světové války se nedožilo plných 93% zatčených, vězněných a umučených členů Sokola.
Dne 8. října 1941 (ještě v době, kdy probíhalo zatýkání) byla sokolská organizace (na základě úředního výměru podepsaného R. Heydrichem) rozpuštěna, ale úředně k tomuto aktu došlo (vstoupil v platnost) až 11. října 1941. Samotné nařízení o rozpuštění ČOS podepsal Reinhard Heydrich: „Říšský protektor v Čechách a na Moravě na základě § 13 nařízení o vybudování správy a německé bezpečnostní policie v Protektorátu Čechy a Morava z 1. září 1939 ... Spolek „Česká obec sokolská“ se sídlem v Praze a jeho členská sdružení, odbočky a přičleněné organizace se tímto rozpouštějí. ... Toto opatření nabude účinnosti uveřejněním v „Der Neue Tag“.
Počátkem listopadu 1941 vypracovala německá Bezpečnostní služba (Sicherheitsdienst) o „Akci Sokol“ zprávu, kde se mimo jiné konstatovalo: „Účinek rozpuštění sokolských spolků a zatčení mnohých funkcionářů ukazuje, jak významnou roli hrál Sokol ve veškerém českém životě a jak hluboko byl zakotven v českém národě. Německé obyvatelstvo, především v německých národnostních ostrovech, přijalo oznámení o rozpuštění Sokola s velkou radostí.“
Marie Provazníková se obrátila na tajemníky presidenta Háchy s prosbou, aby jej informovali o množství úmrtí mezi Sokoly v Osvětimi, a že nejsou žádné důkazy o jejich podzemní činnosti, protože nikdo z uvězněných činovníků, zatčených 9.X.1941 nebyl postaven před soud. Na jaře 1942 byli propuštěni z Osvětimi všichni Sokolové, kteří měli štěstí že ještě žili.

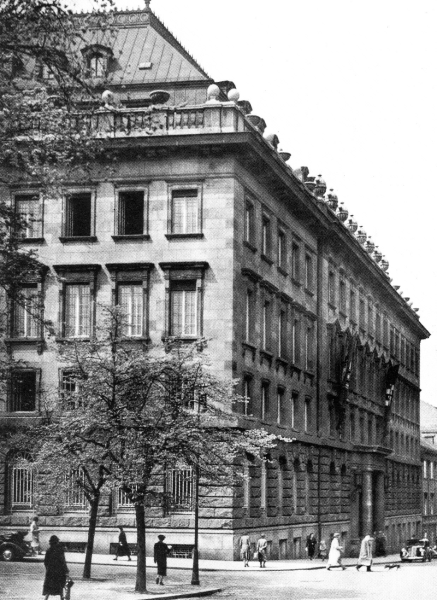
Pečkův palác v Praze, sídlo gestapa za německé okupace Čech a Moravy v letech 1939 až 1945
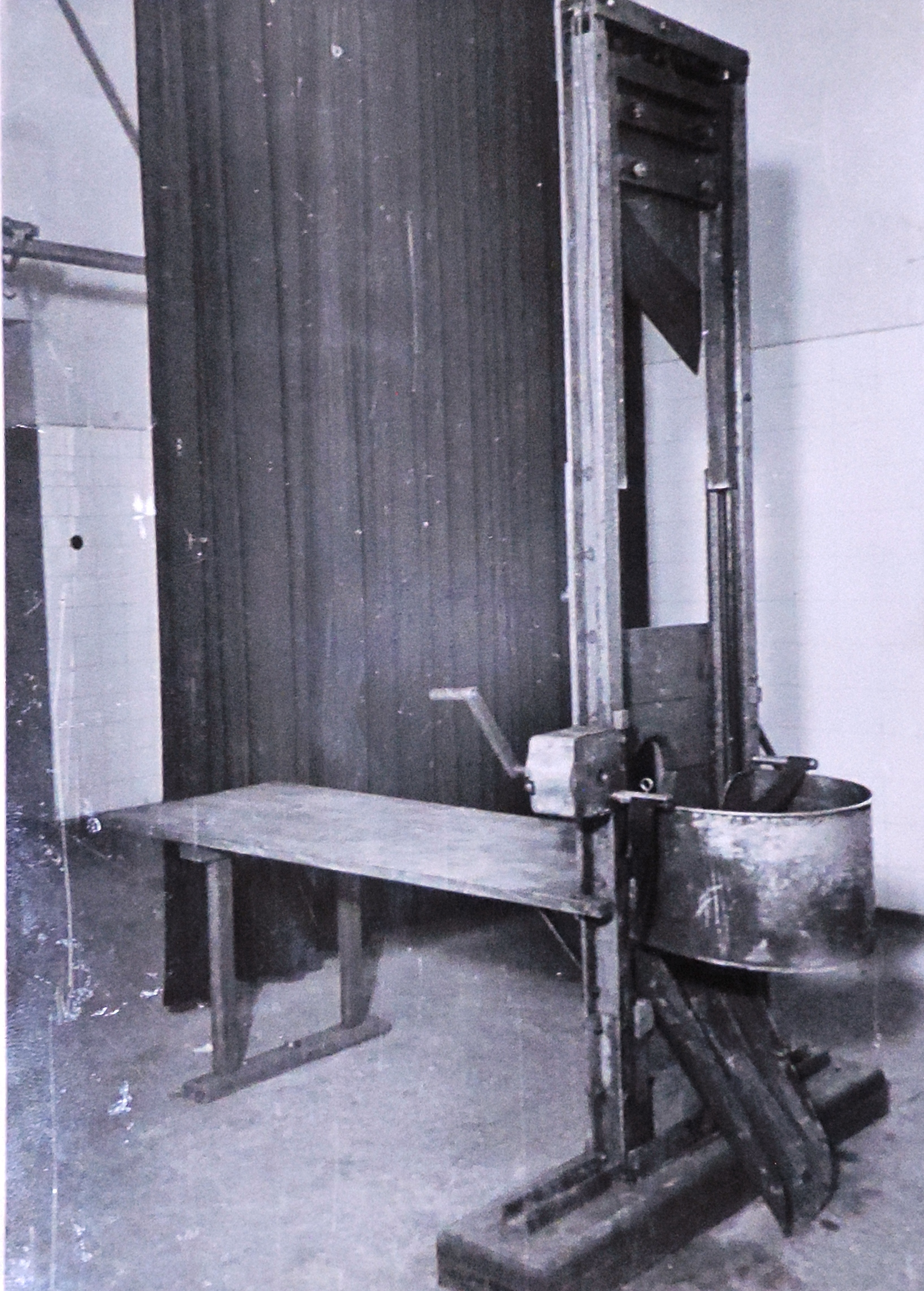
Gilotina v popravčí místnosti pankrácké sekyrárny
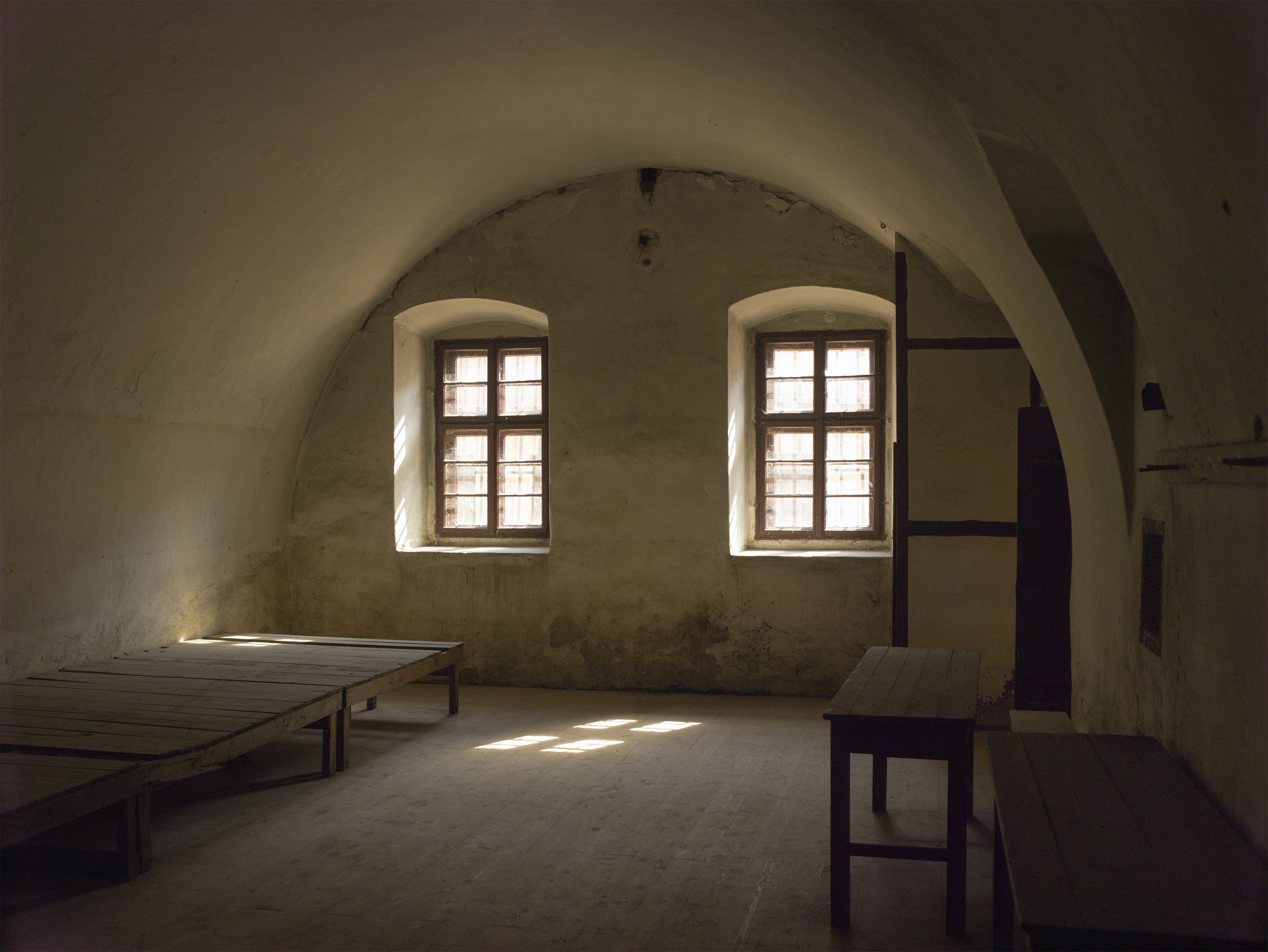
Cela v Malé pevnosti Terezín
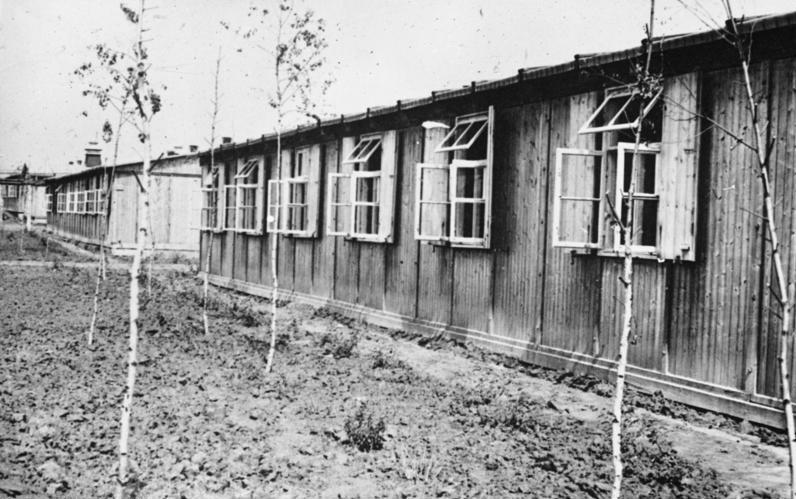
Dřevěné baráky v koncentračním táboře Osvětim v roce 1941
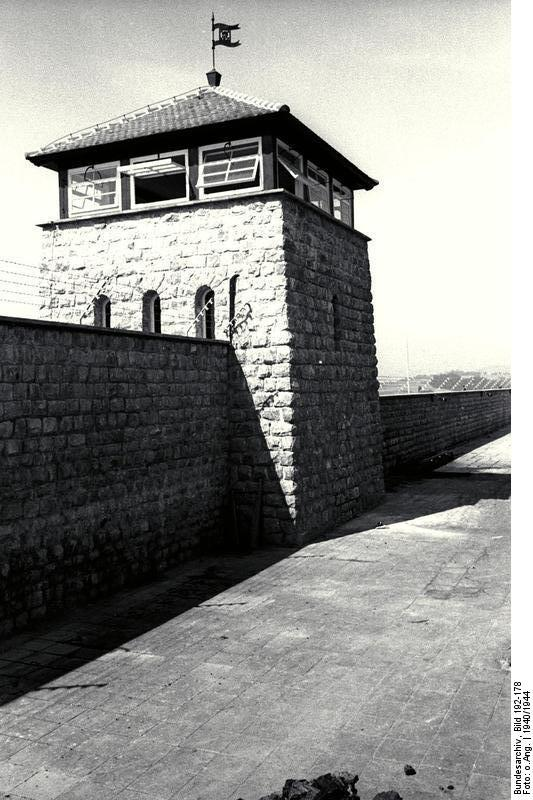
Strážní věž v koncentračím táboře Mauthausen (1940–1943)

### Dovětek
Rekonstrukcí poničených struktur OSVO se začal zabývat Ladislav Vaněk – zakladatel ilegální organizace Jindra, která se stala přímým pokračovatelem OSVO. Odhodlání některých sokolů a sokolek pomstít smrt členů ČOS se následně stalo základem pro vydatnou podporu parašutistů při splnění jejich úkolu – útoku na Reinharda Heydricha. Radikální část sokolského odboje, která se na přípravách atentátu přímo podílela, si na památku 8. října 1941 dala název skupina Říjen. Na počest všech sokolů a sokolek, kteří se těchto aktivit účastnili (a za druhé heydrichiády po smrti R. Heydricha) přišli o život v boji za svobodu, demokracii a samostatnost, si česká veřejnost každoročně připomíná 8. říjen jako Památný den sokolstva' (a od roku 2019 i jako jeden z významných dnů České republiky).

### Závěrečná poznámka
Po skončení druhé světové války byla činnost Sokolské organizace záhy obnovena a v době konání XI. všesokolského sletu v Praze (červen 1948) měla ČOS členskou základnu čítající více než jeden milion členů. Samotného XI. všesokolského sletu se účastnilo více než 500 tisíc sokolských cvičenců. Po roce 1956 byla ČOS opět komunistickým režimem rozpuštěna a sokolského majetku se „zmocnily“ nově zřízené tělovýchovné jednoty. V roce 1968 sokolové nakrátko obnovili svoji činnost, ale invaze vojsk Varšavské smlouvy 21. srpna 1968 jejich snahy o obnovu organizace zhatila. Činnost ČOS byla obnovena po sametové revoluci v roce 1990 a v červenci 1994 navázali sokolové XII. všesokolským sletem na svoje zpřetrhané (a znovuobnovené) historické tradice.